# سایکلو (فیلم)
سایکلو (ویتنامی: Xích Lô) فیلمی در ژانر جنایی و درام به کارگردانی تران آن هونگ است که در سال ۱۹۹۵ منتشر شد. از بازیگران آن می‌توان به تونی لیانگ اشاره کرد. این فیلم برنده شیر طلایی جشنواره فیلم ونیز شده است.